# Eurytides thyastes subsp. occidentalis
Eurytides thyastes subsp. occidentalis es una mariposa de la familia Papilionidae. Algunos taxónomos lo colocan en la especie Protographium thyastes, género Protographium.

## Clasificación y descripción de la especie
Antenas y cabeza de color negro, área cercana a los ojos de color amarillo, tórax de color negro (vista dorsal) con dos líneas amarillas a los costados, y con pelos de color amarillo en su vista ventral. El abdomen es de color negro en su vista dorsal con dos franjas amarillas a los costados. Ventralmente es de color amarillo con dos líneas negras por los costados y una en el centro. 
El color de fondo de las alas es amarillo ocre. En las alas anteriores tiene cuatro bandas anchas de color pardo oscuro, que abarcan la cédula discal, las tres primeras son rectangulares, y la que está al término de la cédula discal es triangular. La región submarginal y marginal, casi es su totalidad forman una sola banda, ya que tiene una serie de manchas (ocho) del mismo color del fondo (amarillo ocre). Las alas posteriores su color de fondo es amarillo ocre, tanto la banda submarginal como marginal forman una sola banda de color pardo oscuro. Presenta una serie de manchas del mismo color del fondo (amarillo ocre). Tiene una vena M3 bien desarrollada que forma una “cola”, ésta es de color pardo oscuro, con borde interno de color amarillo ocre. Ventralmente las alas tienen el mismo diseño, sin embargo los colores están más difuminados. Se aprecian una serie de manchas marginales de color azul cielo.

## Distribución de la especie
Se localiza en el suroeste de México, en el estado de Guerrero.

## Estado de conservación
No se encuentra bajo ninguna categoría de riesgo.